# 乙女人車軌道
乙女人車軌道（おとめじんしゃきどう）とは、栃木県下都賀郡間々田村（現・小山市）にあった東北線間々田駅と、思川乙女河岸を結んだ個人が建設した貨物専用の人車軌道である。当初目論んだ栃木県北から東京への河川併用の低コスト貨物輸送も、間々田駅、乙女河岸での2度の積み換えが予想外に手間取ったことと、思川の度重なる河川改修により思惑通りに進まなかった。後に需要が高まっていた思川の砂利輸送に命運を託すが、貨車不足で一日あたり東北本線の貨車1、2両程度の輸送量に過ぎず廃止に至った。

## 路線データ
※運行停止時点
- 路線距離：間々田駅 - 乙女河岸 約1.6km
- 軌間：610mm（2フィート）
- 駅数：2駅（起終点含む）
- 電化区間：なし（全線非電化）

## 運行形態
貨物輸送が主力で貨車10両、客車無し

## 歴史
近代において鉄道輸送の発達は、従来の輸送手段、水運の衰退と裏表であった。
1877年（明治10年）には、内国通運会社の外輪蒸気船「通運丸」が東京から乙女まで就航し、栃木県内には、安永年間（1772年から1781年）に約50か所存在した河岸が、1882年（明治15年）ごろには約80か所を数えるなど、水運が明治期まで盛んであったことが窺える。
しかし、1885年（明治18年）に東北本線（日本鉄道奥州線）が開通し石橋を通るようになると、輸送の主力は鉄道に推移していき、河岸は衰退していく。
こうした時代の変化の中で思川水運の衰退を憂えた加藤忠吉は、那須・黒磯の物産を鉄道で秋葉原駅に送るよりも、間々田駅まで鉄道で輸送した物産を乙女河岸で高瀬舟に積み替えて東京深川・本所へ搬送した方が便利で廉価と考え、間々田駅から乙女河岸までの輸送を担う乙女人車軌道を開業した。
間々田駅から積み荷を載せて乙女河岸に向かう際には地形的に下りとなり、逆に上りとなる乙女河岸から間々田駅に向かう際には空車であるため、人力によるという性格に適した軌道であった。
貨車10輌で開始した乙女人車軌道は、1910年（明治43年）には30輌を保有するにいたる。
しかし、積み荷の乗せ換えに手間がかかること、鉄道輸送の発達が水運を圧倒していく時代背景、さらに思川の洪水が度重なったことから経営は順調ではなかった。加えて1911年（明治44年）から1923年（大正12年）にかけての長期の思川の改修工事により水深が浅くなり、大型船の遡航が不可能となったこと、工事が当初の計画よりも長期に及んだことから、河岸そのものの機能が停止してしまう状況になった。
これにより乙女人車軌道は設立当初の目的を失うことになったが、思川の砂利を鉄道輸送により各地に運搬するという新たな目的を見出した。しかし間々田駅から乙女河岸に下がっていく地形を砂利を載せて上ることになるため、人力では能率が悪く、馬力が用いられるようになった。1912年（大正元年）に乙女砂利専用鉄道合資会社に譲渡され、更に1915年（大正4年）に大正砂利株式会社に譲渡されたが、1917年（大正6年）ついに廃止となり、20年の歴史に幕をおろした。

### 年表
- 1899年（明治32年）2月13日 - 加藤忠吉に対し軌道敷設特許状下付[7]。
- 1899年（明治32年）4月14日 - 開業。
- 1901年（明治34年）1月14日 - 森岡真に譲渡[7]
- 1912年（明治45年）4月2日 - 乙女砂利専用鉄道合資会社[8]に譲渡許可[7]
- 1916年（大正5年）2月2日 - 大正砂利株式会社に譲渡許可[7]
- 1917年（大正6年）6月26日 - 軌道特許失効（官報掲載）[7]。

### 乙女砂利専用鉄道合資会社
※
乙女砂利専用鉄道合資会社は、日本の栃木県下都賀郡間々田村にかつて存在した企業。明治44年10月設立。資本金3万円。
- 1911年（明治44年）10月　東京の大澤孚を代表社員として設立[9]。
- 1913年（大正2年）資本金2万8千円に変更[8]。
- 1915年（大正4年）無限責任社員として加藤忠吉が挙がる[10]。
- 1916年（大正5年）無限責任社員として大正砂利の佐藤一雄[11]が挙がる[12][13]。
- 1918年（大正7年）この年まで『日本全国諸会社役員録』(以下『役員録』)への掲載が確認できる[14]。

1919年以降は『役員録』での記載が見当たらない。

### 大正砂利
※
大正砂利株式会社は、日本の東京都麹町区にかつて存在した砂利商。大正4年設立。資本金27万5千円。
- 1915年（大正4年）　設立。日本橋区北新堀町に本社を置く。取締役に佐藤一雄。[17]
- 1917年（大正6年）　社長に佐藤一雄、取締役に日下部辨二郎が就任。この年から『日本全国諸会社役員録』(以下『役員録』)に間々田出張所・小山出張所が記載される。[18]
- 1918年（大正7年）　この年から『役員録』に玉川出張所が記載される[19]。
- 1919年（大正8年）　本社が芝区車町になる[20][21][22][23]。
- 1923年（大正12年）　本社が麻布区新網町になる。この年以降、『役員録』に間々田・小山・玉川出張所の記載がなくなる。[24]
- 1924年（大正13年）　本社が麹町区銭瓶町になる。この年から、社長に藤堂高成[25][26][27]が、取締役に中西萬三ほかが記載されている。[28]
- 1925年（大正14年）　不明[注釈 3]
- 1926年（大正15年）　本社が麹町区永田町になる。この年から、取締役に中谷萬三六[29][30]、監査に阿久津喜兵衛[31]が入る。[32]
- 1927年（昭和2年）　この年まで『役員録』への掲載が確認できる[33]。

1928年（昭和3年）以降は『役員録』での記載が見当たらない。

## 駅一覧
※運行停止時点
間々田駅（ままだえき） - 乙女河岸（おとめかし）

## 接続路線
- 間々田駅：東北本線（宇都宮線）

営業当時は「宇都宮線」の愛称は無い。

## 輸送・収支実績・車両数
| 年度 | 貨物量（トン） | 営業収入（円） | 営業費（円） | 益金（円） | その他益金（円） | その他損金（円）             | 貨車 |
| ---- | -------------- | -------------- | ------------ | ---------- | ---------------- | ---------------------------- | ---- |
| 1908 | 69,514         | 16,792         | 14,292       | 2,500      |                  |                              | 30   |
| 1909 | 65,000         | 16,256         | 14,456       | 1,800      |                  |                              | 30   |
| 1910 | 29,360         | 9,117          | 7,818        | 1,299      |                  |                              | 30   |
| 1911 |                |                | 5,261        | ▲ 5,261    | 砂利販売6,627    |                              | 30   |
| 1912 |                | 84             | 12,354       | ▲ 12,270   | 砂利販売22,261   | 砂利採取費5,486臨時災害費500 | 30   |
| 1913 |                |                | 8,674        | ▲ 8,674    | 砂利販売9,210    |                              | 15   |
| 1914 |                |                | 3,618        | ▲ 3,618    | 砂利販売3,703    | 臨時災害費85                 | 30   |
| 1915 |                |                | 2,350        | ▲ 2,350    | 2,350            |                              | 30   |
| 1916 |                |                | 1,914        | ▲ 1,914    | 砂利益金1,914    |                              | 10   |

- 鉄道院年報、鉄道院鉄道統計資料各年度版